# Thera dilectaria
Thera dilectaria là một loài bướm đêm trong họ Geometridae.